# Thaumatoncus
Thaumatoncus Simon, 1884 è un genere di ragni appartenente alla famiglia Linyphiidae.

## Distribuzione
Le due specie oggi attribuite sono state reperite in Algeria, Tunisia e Francia.

## Tassonomia
Questo genere è stato rimosso dalla sinonimia con Acartauchenius Simon, 1884, a seguito di un lavoro di Bosmans del 2002, contra un analogo studio dell'aracnologo Denis (1967a), effettuato sugli esemplari denominati Trachelocamptus indicator Simon, 1894.
A giugno 2012, si compone di due specie:
- Thaumatoncus indicator Simon, 1884[3] — Francia, Algeria, Tunisia
- Thaumatoncus secundus Bosmans, 2002 — Algeria